# Yeasayer
Yeasayer er et eksperimentalt indie-rockband fra Brooklyn, U.S.A. 
Yeasayer var i 2009 klar med første single fra deres kommende andet album, Odd Blood, der kommer på gaden den 9. februar 2010.
Yeasayer har base i Brooklyn, New York og tæller bandmedlemmerne Anand Wilder, Chris Keating og Ira Wolf Tuton.
Gruppen tiltrak sig første gang opmærksomhed i 2007, hvor de også udsendte deres anmelderroste debutalbum All Hour Cymbals.
Yeasayer har tidligere turneret med MGMT og Beck og desuden optrådt på en lang række amerikanske og europæiske musikfestivaler bl.a. Lollapalooza, Reading/Leeds festivalen og på Pavillon Jr. scenen på Roskilde festivalen i 2008.